# Aymeric Devoldère
Aymeric Michel Gaston Devoldère (* 21. April 1972 in Troyes) ist ein französischer Toningenieur.

## Karriere
Devoldère begann seine Karriere 1991 mit dem Film L’exote. Seitdem war er als Toneditor und Sound Mixer für über 80 Produktionen verantwortlich. Im Jahr 2019 arbeitete er an Intrige von Roman Polański, wofür er eine César-Nominierung erhielt. Zuletzt arbeitete er 2024 an Emilia Pérez von Regisseur Jacques Audiard. Hierfür wurde er bei der Oscarverleihung 2025 zusammen mit Erwan Kerzanet, Maxence Dussère, Cyril Holtz und Niels Barletta in der Kategorie Bester Ton nominiert.

## Filmografie (Auswahl)
- 1991: L’exote
- 1998: Fragments sur la misère (Fernsehfilm)
- 2002: Autrement
- 2003: Janis et John
- 2004: Mensongs et trahisons et plus si affinités...
- 2004: Die wunderbare Welt des Gustave Klopp
- 2005: Die Zeit die bleibt
- 2005: Imposture
- 2006: Président – Ränkespiele der Macht
- 2007:  L’invité
- 2007: Big City
- 2008: Cortex
- 2010: Off Limits – Wir sind das Gesetz
- 2010: Bei mian
- 2011: Haftbefehl – Im Zweifel gegen den Angeklagten
- 2011: Q – Sexual Desire
- 2011: Braquo (Fernsehserie, 2 Folgen)
- 2012: Sag, dass du mich liebst
- 2013: Souviens-moi
- 2013: Cheba Louisa
- 2013: Je m’appelle Hmmm....
- 2014: Das Salz der Erde
- 2015: Chic!
- 2015: Moonwalkers
- 2015: Le mystère du lac (Fernsehserie, 2 Folgen)
- 2015: Made in France – Im Namen des Terrors
- 2016: Die Beichte
- 2017: Der andere Liebhaber
- 2017: Voll verschleiert
- 2018: A Breath Away
- 2018: Gegen den Strom
- 2019: Tanguy, le retour
- 2019: 2 ou 3 choses de Marie Jacobson (Kurzfilm)
- 2019: Intrige
- 2019: La maladroite (Fernsehfilm)
- 2020: Beating Heart
- 2020: Schwestern – Eine Familiengeschichte
- 2021: Die purpurnen Flüsse (Fernsehserie, 2 Folgen)
- 2021: Through the Looking Glass (Kurzfilm)
- 2022: Parallel Worlds (Miniserie, 3 Folgen)
- 2022: Et la montagna fleurira (Miniserie)
- 2023: Sage-homme
- 2023: Antigang: Home Run
- 2023: The Palace
- 2024: Emilia Pérez
- 2024: Ernest Cole: Lost and Found

## Auszeichnungen (Auswahl)
- 2020: César-Nominierung  in der Kategorie Bester Ton für Intrige
- 2021: CinEuphoria-Nominierung in der Kategorie Bester Ton für Intrige
- 2024: Golden-Reel-Award-Nominierung in der Kategorie Bester Tonschnitt für Emilia Pérez
- 2024: Satellite-Award-Nominierung in der Kategorie Bester Ton für Emilia Pérez
- 2025: César-Nominierung in der Kategorie Bester Ton für Emilia Pérez
- 2025: Oscar-Nominierung in der Kategorie Bester Ton für Emilia Pérez